# マークV地雷
マークV地雷またはMine G.S. Mk Vとはイギリスの対戦車地雷である。この円筒形状の地雷は第二次世界大戦中の1943年に採用され、マーク7地雷により代替された。2種類の派生型が生産されており、「Mk. V」および「Mk. VC」は同一の外形寸法になっている。違いは一点のみで、Mk. VCは炸薬量が半減している。
この地雷は五徳のような形状の感圧板を使うことで、付近で砲弾や他の地雷が炸裂した際に伝わる爆圧の過大な荷重に耐える。感圧板は中央部のMK 3信管の上部に置かれる。信管はしばしばNo.3 Mk Iとも呼ばれる。信管はバネ作動の撃針を収容し、剪断ピンによって所定の位置を保持している。この地雷は主にスチールで作られていることから、腐蝕することで活性・不活性が予測し難くなる傾向がある。
この地雷はアンゴラ、エジプト、ヨルダン、リビア、モザンビーク、スーダン、ジンバブエで見つかっている。

## 派生型
Mine G.S. Mk VC (general service version)
Mine G.S. Mk V